# Dave Kocourek
David Allen Kocourek (Chicago, 20 agosto 1937 – Marco Island, 24 aprile 2013) è stato un giocatore di football americano statunitense che ha militato nel ruolo di tight end nella Canadian Football League (CFL) e nell'American Football League (AFL).

## Carriera
Kocourek iniziò la sua carriera professionistica nel 1959 con i Winnipeg Blue Bombers della CFL malgrado l'essere stato scelto nel corso del 19º giro del Draft NFL 1959 dai Pittsburgh Steelers. Successivamente passò nove anni come tight end nell'AFL, dal 1960 al 1965 con i Los Angeles/San Diego Chargers, nel 1966 con i Miami Dolphins e nel 1967 e 1968 con gli Oakland Raiders. Nel 1961 ricevette 55 passaggi per 1.055 yard (a una media di 19,2 yard per ricezione), contribuendo alla vittoria dei Chargers del secondo titolo di division consecutivo. Fu convocato per quattro All-Star Game consecutivi dal 1961 al 1964 e conquistò il campionato AFL nel 1963 quando San Diego batté i Boston Patriots in finale. È l'unico giocatore della storia ad avere preso parte a sette finali di campionato nella AFL: con i Chargers nel 1960, 1961, 1963, 1964 e 1965 e con i Raiders nel 1967 e 1968, vincendone complessivamente due. Nel 1970 fu inserito nella formazione ideale di tutti i tempi della AFL. Kocourek disputò 9 partite di playoff in carriera, ricevendo 15 passaggi per 257 yard e 2 marcature.

## Palmarès

### Franchigia
- Campionati AFL : 2

San Diego Chargers: 1963
Oakland Raiders: 1967

### Individuale
- AFL All-Star: 4

1961–1964
- Formazione ideale di tutti i tempi della AFL